# Austroarcturus quadriconus
Austroarcturus quadriconus är en kräftdjursart som först beskrevs av Brian Frederick Kensley 1975.  Austroarcturus quadriconus ingår i släktet Austroarcturus och familjen Holidoteidae. Inga underarter finns listade i Catalogue of Life.